# 山本百合子
山本 百合子（やまもと ゆりこ、1960年2月13日 - ）は、日本の声優、女優、歌手、ナレーター。東京都日野市出身。青二プロダクション所属。

## 経歴
小さい頃から、泳ぐのが好きで、スイミングスクールに通ったり、中学時代では水泳部に所属。初めはクロールをしていたが、中学生になってからブレストが好きになった。中学時代に水泳で学校代表になって目立っていたぐらいで、普通の子供だった。
幼い頃から歌手志望であり、中学生時代にはラジオののど自慢番組に出場して5週連続で勝ち抜いたこともあった。堀越高等学校芸能コース在学中、16歳で歌手デビュー。アイドル時代の同期にはピンク・レディーなどがいる。1976年4月25日、テイチクレコードから「いくじなし」でデビュー。これを含め、計3枚のレコードを出す。テレビドラマ初出演は1977年にTBS系列放送の『光る崖』。また、NHK総合テレビ『ウルトラアイ』のアシスタント、NHKラジオ第1放送『おしゃべり歌謡曲』の出演などを務めていたこともある。アイドル時代の所属事務所は六本木オフィスだった。
1979年10月、東京・渋谷の西武劇場で上演された演劇実験室天井桟敷の『魔術音楽劇　バルトークの青ひげ公の城』で主役のユディット役を演じ、天井桟敷で同期となる高橋ひとみや三上博史らと共演した。2014年9月21日にテレビ朝日で放送された『芸能人アノ同期は今』で疎遠になっていた高橋と30年振りに再会して当時の思い出話などを語っている。
1980年にアニメ映画『サイボーグ009 超銀河伝説』で挿入歌「この星の上で」・「愛はまぼろし」を歌い、初めてアニメ業界との接点を持つ。翌1981年、『ハロー!サンディベル』（サンディベル役）で声優デビューを果たした。
『クイズ年の差なんて』のナレーションを担当している頃は、そのハイテンションな語り口から、番組に出演していたピンクの電話の清水よし子と間違われることが多かった。
近年は同年代の他の女性声優同様、ナレーション業を主体としている。アニメーションの仕事は少なくなったが、家庭教師のトライのTVCM「教えて!トライさん」・アルプスの少女ハイジ編にて、引退した吉田理保子の代役としてクララ役を演じている。

## 人物紹介

### 特色
主に1980年代を中心に活躍。
歌手からの転向という経緯もあり、『北斗の拳』、『超獣機神ダンクーガ』、『魔法使いサリー』、『まじかる☆タルるートくん』、『レディジョージィ』、『魔法の少女シルキーリップ（メガCD版）』など、アニメやゲーム含め自身が出演した作品の多くでキャラクターソングや挿入歌、オープニング主題歌・エンディング主題歌も担当した。

### 経緯・エピソード
- 『サイボーグ009 超銀河伝説』のイベントのため、003役の杉山佳寿子らと夜行列車で移動していた際、話の流れから皆でハイジの高声を順に出してみることになった。山本はこの際に声を杉山に褒められ、「それが後に声優の初オーディションに挑んだ際、潜在的な自信になっていた」と語っている。
- デビュー作である『ハロー!サンディベル』では、元々主題歌担当歌手のオーディションに参加していた[3]。結果的には落選となったが、その後主演声優のオーディションも行われていることを知ってそちらにも参加し、そのまま選ばれたというエピソードがある[3]。
- 鶴ひろみは「VoiceNewtype女性編」の中で、仲の良い人物として山本の名を挙げている。2017年に鶴が逝去し、後日行われたお別れ会では山本が司会を務めた。
- 24歳の時に高校の体育教師を務める一般男性と結婚。現在は母親でもある。
- 音域は地声C〜C（ファルセットG）[6]。趣味はゴルフ、FC東京サポーター、御朱印集め[6]。

## 出演
太字はメインキャラクター。

### テレビアニメ
1981年
- ハロー!サンディベル（サンディベル・クリスティー）

1982年
- わが青春のアルカディア 無限軌道SSX（ラ・ミーメ）

1983年
- ストップ!! ひばりくん!（リバヒィ、高円寺さゆり）
- みゆき（婚約者）
- レディジョージィ（ジョージィ）

1984年
- Gu-Guガンモ（沢村えり子、高菜）
- コアラボーイ コッキィ（ベティ）
- 宗谷物語（裕子、道子）
- とんがり帽子のメモル（ミモザ）
- ビデオ戦士レザリオン（ゆり子）
- 北斗の拳（1984年 - 1987年、ユリア、トウ〈初代〉、シュメ） - 2シリーズ
- 牧場の少女カトリ（エミリア）
- 夢戦士ウイングマン（1984年 - 1985年、桃子）

1985年
- 星銃士ビスマルク（ミディア）
- 超獣機神ダンクーガ（結城沙羅）
- はーいステップジュン（野々宮ジュン）
- 魔法の妖精ペルシャ（フェアリ〈2代目〉）

1986年
- 宇宙船サジタリウス（ルル）
- ゲゲゲの鬼太郎（第3作）（1986年 - 1987年、あかね、華子、花子）
- 機動戦士ガンダムΖΖ（ラサラ・ムーン、サラサ・ムーン）
- 剛Q超児イッキマン（カトリーヌ、モニカ）
- 青春アニメ全集（エリス、美登利）
- 聖闘士星矢（1986年 - 1989年、魔鈴）
- ハイスクール!奇面組（1986年 - 1987年、ビューティー、キョンシー）
- プロゴルファー猿（レッド・スコルピオ）
- メイプルタウン物語（ソフィア）

1987年
- エスパー魔美（佐倉瞳）
- キテレツ大百科（1987年 - 1988年、野々花みよ子、さくら、雪姫、マキ、白鳥先生）
- げらげらブース物語（ニワトリ）
- シティーハンター（1987年 - 1991年、かずえ、みゆき） - 2シリーズ
- 新メイプルタウン物語 パームタウン編（シルヴィー）
- ついでにとんちんかん（白鳥ひよ子）
- ドラゴンボール（チャオ）

1988年
- きまぐれオレンジ☆ロード（星すみれ）
- 新グリム名作劇場（ローザ）
- それいけ!アンパンマン（1988年 - 1993年、りんごちゃん、えんぴつぼうや〈初代〉）
- 闘将!!拉麺男（ラーニャ）
- トランスフォーマー 超神マスターフォース（1988年 - 1989年、ミネルバ）
- ひみつのアッコちゃん（第2作）（白井魔子）
- 燃える!お兄さん（綾小路さゆり）

1989年
- ビックリマン（神伝レーラ）
- ビリ犬なんでも商会（あかね）
- 魔法使いサリー（1989年版）（1989年 - 1991年、サリー）

1990年
- 八百八町表裏 化粧師（紫太夫）
- まじかる☆タルるートくん（1990年 - 1992年、りあ・キナカーモ）
- 笑ゥせぇるすまん（慶子）

1991年
- 人魚姫 マリーナの冒険（コーラル）
- ハイスクールミステリー学園七不思議（千草綾子）

1993年
- GS美神（竜崎霊華）

1995年
- アニメ世界の童話（姫）
- 美少女戦士セーラームーンSSスペシャル（リリカ）

2000年
- 週刊ストーリーランド（晃子）

2001年
- ポケットモンスター（マヤ）

2004年
- 名探偵コナン（2004年 - 2012年、人見加奈子、加門初音）

2005年
- AIR（美凪の母）

2006年
- エンジェル・ハート（浅倉朋美）

2007年
- 獣装機攻ダンクーガノヴァ（ウラジミール）

2012年
- ちびまる子ちゃん（2012年 - 2022年、キョウコ、大石先生、シャンソンの先生）

2016年
- 魔法つかいプリキュア!（女王）

2017年
- ONE PIECE（2017年 - 2023年、ヴィンスモーク・ソラ、しのぶ）

2020年
- アサティール 未来の昔ばなし（ファラ）

### 劇場アニメ
1982年
- わが青春のアルカディア（ラ・ミーメ）

1984年
- キン肉マン 大暴れ!正義超人（ビビンバ）

1985年
- カムイの剣（チコ〈ジュリー〉）
- ペンギンズ・メモリー 幸福物語（子供A）

1986年
- ガルフォース ETERNAL STORY / 地球章（1986年 - 1989年、ラミィ、ラミディア） - 2作品
- スーパーマリオブラザーズ ピーチ姫救出大作戦!（キノピオ1）
- 北斗の拳（ユリア）
- ドラえもん のび太と鉄人兵団（リルル）

1988年
- 闘将!!拉麵男（ラーニャ）

1989年
- 変幻退魔夜行 カルラ舞う!-奈良怨霊絵巻-（扇舞子）

1990年
- 魔法使いサリー（サリー）

1991年
- まじかる☆タルるートくん（りあ・キナカーモ）

1992年
- それいけ!アンパンマン アンパンマンとゆかいな仲間たち（りんごちゃん）

1993年
- ろくでなしBLUES 1993（浅野）

1997年
- クレヨンしんちゃん 暗黒タマタマ大追跡（東松山よね）

2004年
- 聖闘士星矢 天界編 序奏〜overture〜（魔鈴）

2014年
- それいけ!アンパンマン りんごぼうやとみんなの願い（りんごちゃん）

2019年
- 劇場版シティーハンター 〈新宿プライベート・アイズ〉（名取かずえ）

### OVA
1985年
- 戦え!!イクサー1（イクサー1）
- NORA（ノーラ・スコラ）
- アニメ80日間世界一周（ロミー姫）

1986年
- 活劇少女探偵団（江戸川友里子）
- ガルフォース（ラミィ、ラミディア）
- 超時空ロマネスク SAMY MISSING・99（暴走族・マキ）
- 超獣機神ダンクーガ 失われた者たちへの鎮魂歌（結城沙羅）
- トゥインクルハート 銀河系までとどかない（ベリー）

1987年
- 禁断の黙示録 クリスタル・トライアングル（古都雅）
- 超獣機神ダンクーガ GOD BLESS DANCOUGA（結城沙羅）
- 花のあすか組! 新歌舞伎町ストーリー（よっこ）

1988年
- ザナドゥ ドラゴンスレイヤー伝説（カーラ）
- ハーバーライト物語〜ファッションララより〜（ミホ / ファッションララ）

1989年
- アーシアン（孝子）
- レア・ガルフォース（ラミディア）
- 超獣機神ダンクーガ 白熱の終章（結城沙羅）
- 爆走サーキット・ロマン TWIN（内田響）
- Hi-SPEED JECY（テレーヌ）
- 燃える!お兄さん（綾小路さゆり）
- やじきた学園道中記（矢島順子）

1990年
- スーパーリアル麻雀 カスミ・ミキ・ショウ子のはじめまして（ショウ子）
- 変幻退魔夜行 カルラ舞う! 仙台小芥子怨歌（扇舞子）
- 冒険!イクサー3（イクサー1）

1991年
- 銀河英雄伝説（エヴァンゼリン・ミッターマイヤー）
- スーパーマリオワールド マリオとヨッシーの冒険ランド（ピーチ姫）
- 聖伝-リグ・ヴェーダ-（蘇摩）
- 巴がゆく!（王島巴）

1992年
- 機神兵団（藤嶋芳子）
- 新・同棲時代 HAWAIAN BEEZE（戸谷エリ）
- スクランブル・ウォーズ 突走れ!ゲノムトロフィーラリー（ラミィ）

1995年
- 銀河お嬢様伝説ユナ〜哀しみのセイレーン〜（英知のエルナー）

1996年
- 銀河お嬢様伝説ユナ〜深闇のフェアリィ〜（英知のエルナー）

### ゲーム
1985年
- タイムギャル（レイカ）

1987年
- スーパーリアル麻雀PII（ショウ子）

1989年
- イースI・II（マリア・メサ）

1992年
- 銀河お嬢様伝説ユナシリーズ（英知のエルナー、闇の女王、ユナのママ / 神楽坂奈緒子）
- ドラゴンスレイヤー英雄伝説II [PCエンジン]（女神フレイア）
- 魔法の少女シルキーリップ（リップ・ゲルソーク・ゼングルクル / 大竹リップ）
- ファージアスの邪皇帝（ラミン）

1993年
- 天使の詩II 堕天使の選択（リアーナ）

1994年
- 風の伝説ザナドゥ（1994年 - 1995年、ピュラー、ナレーション） - 2作品

1996年
- 新スーパーロボット大戦（結城沙羅、ミュー）
- だい好キッス

1997年
- シャイニング・フォースIII シナリオ1 - 3（1997年 - 1998年、アイリン、ペン、バサンダ、ペンコ、エリーゼ） - 3作品
- スーパーロボット大戦F（結城沙羅）
- メルティランサー Re-inforce（ルイーゼ・ゴルドマルク）

1998年
- スーパーロボット大戦F完結編（結城沙羅）

1999年
- 魔女っ子大作戦（サリー）

2000年
- アニメチャンプ（夢野サリー）
- スーパーロボット大戦α（結城沙羅）
- 北斗の拳 世紀末救世主伝説（ユリア）

2001年
- AIR（美凪の母）
- スーパーロボット大戦α外伝（結城沙羅）
- スーパーロボット大戦α for Dreamcast（結城沙羅）
- 松本零士999 〜Story of Galaxy Express 999〜（フィーメ）

2002年
- スーパーロボット大戦IMPACT（結城沙羅）

2004年
- スーパーロボット大戦GC（結城沙羅）

2005年
- 聖闘士星矢 聖域十二宮編（魔鈴）
- 第3次スーパーロボット大戦α 終焉の銀河へ（結城沙羅）

2006年
- スーパーロボット大戦XO（結城沙羅）

2011年
- 第2次スーパーロボット大戦Z 破界篇（結城沙羅）

2012年
- 第2次スーパーロボット大戦Z 再世篇（結城沙羅）
- NEWラブプラス（高嶺珠深）

2013年
- スーパーロボット大戦Operation Extend（結城沙羅）

2014年
- NEWラブプラス＋（高嶺珠深）

2018年
- スーパーロボット大戦X-Ω（結城沙羅）

2019年
- スーパーロボット大戦T（ラ・ミーメ）

2020年
- 機動戦隊アイアンサーガ（結城沙羅）

2022年
- スーパーロボット大戦30（結城沙羅） - DLC追加キャラクター

### 吹き替え

#### 映画
- ストリート・オブ・ファイヤー（エレン・エイム〈ダイアン・レイン〉）※フジテレビ版

### パチンコ・パチスロ
- サミー パチスロ北斗の拳（ユリア）
- サミー パチンコCR北斗の拳 伝承 / 強敵（とも）（ユリア）

### 特撮
- 透明ドリちゃん第18話（大山刑事の娘：女優として）
- ウルトラマンマックス（地底文明デロスの声）

### ドラマCD・カセット
- アニメイトカセットコレクション 超獣機神ダンクーガ（結城沙羅）
- カセット文庫 冒険!!イクサー3 全3巻（イクサー1）
- カセット文庫 黄金の戦士（イクサー1）
- カセット文庫 変幻退魔夜行 カルラ舞う! 奈良怨霊絵巻（扇舞子）
- CDドラマ 風の伝説ザナドゥII ヒロイン達の誕生日（ピュラー）
- CDドラマ TARAKOぱっぱらパラダイス（ピュラー）
- CDドラマ 冒険!イクサー3 おまたせ、誕生!イクサー3（イクサー1）
- CDドラマ 冒険!イクサー3 御意見無用!ネオス四天王の逆襲!!（イクサー1）
- CDドラマ マリオネットジェネレーション（謎の人形娘）
- 聖エルザクルセイダーズ（織倉美保）
- FALCOM SPECIAL BOX '95 CDドラマ 風の伝説ザナドゥII（ピュラー）
- 魔法使いサリー ソロピアノ曲集（夢野サリー）

### テレビドラマ
- 光る崖（1977年、TBS） - 山中康子 役
- 気まぐれ本格派（1977年 - 1978年、日本テレビ）
  - 第9話「ダサイ男の噺」
  - 第12話「くたばれ兄弟愛」
- だいこんの花（第5部）（1977年、テレビ朝日）[8]
- 赤い絆（1977年 - 1978年、TBS・大映テレビ） - エミ 役
- 必殺仕事人 第71話「絞り技一揆助命脳天突き」（1980年、ABC・松竹） - お美代 役
- ときめき十字星（1980年 - 1981年、東京12チャンネル）
- 大江戸捜査網 第543話「お市乱れ花 三味線殺法」（1982年、テレビ東京・三船プロ） - お初 役
- 遠山の金さん（1982年 - 1986年、テレビ朝日）
- 松平右近事件帳 第11話「結ぶえにしのわらべ唄」（1982年、日本テレビ・ユニオン映画） - 井村波江 役
- 新・松平右近（1983年、日本テレビ・ユニオン映画） - おくみ 役

### 舞台
- 青髭公の城（ユディット）
- 君がそばにいた（六行会ホール / 演出：矢嶋佑）

### 報道・バラエティ
- ウルトラアイ（NHK、1978年 - 1979年、番組アシスタントとして出演。番組内でスキューバ・ダイビングなどに挑戦）
- わくわくランド（東京12チャンネル）[2]
- 自然ワンダフル（リポーター、テレビ東京）
- オールスター感謝祭'98超豪華！クイズ決定版この秋お待たせ特大号
- 知ったかぶりクイズ!あなた説明できますか（大違い君）
- 大胆MAP超気になるヒット歌手&懐かCM&人気アニメ声優の顔全部見せちゃうよSP（北斗の拳のユリア役として紹介された テレビ朝日 / 2009年1月11日）
- 芸能人アノ同期は今（2014年9月21日、テレビ朝日、高橋ひとみの寺山修司門下の同期として顔出し出演）

### ナレーション
- EVE（ナレーション、テレビ朝日）
- 四季・にっぽん（ナレーション）
- ウッチャンナンチャンの炎のチャレンジャーこれができたら100万円!!（出題ナレーション）
- オールスター激突クイズ 当たってくだけろ!（出題ナレーター）
- クイズ!年の差なんて（ナレーション）
- 草野☆キッド（ナレーション）
- 月刊やさい通信（ナレーション）
- 恋するアミパラ（ナレーション）
- ザ・BINGOスター（ナレーション）
- 週刊ワイドコロシアム（ナレーション）
- ズームイン!!SUPER（生ナレーション）
- 世紀のワイドショー!ザ・今夜はヒストリー 今夜は織田信長SP（TBS、ナレーション、2012年1月18日）
- トーキョーCOOL!（フジテレビ、ナレーション）
- 特捜!芸能ポリスくん（ナレーション・出題ナレーション）
- 徳光和夫の感動再会"逢いたい"（ナレーション）
- となりのココロ（ナレーション）
- 発掘!あるある大事典（ナレーション）
- BSスポット（ナレーション）
- ピンポン!（ナレーション）
- ベストタイム（ナレーション）
- 加藤ひとみのスパ・パラダイス（旅チャンネル、ナレーション）
- 若大将のゆうゆう散歩（通販コーナー、骨骨☆10秒体操（ナレーション）
- BAZOOKA!!! 第2回地下クイズ王決定戦!!（ナレーション・出題ナレーション）

### その他コンテンツ
- ミチの雨傘（ミチ）※租税教育ビデオ
- 青山二丁目劇場 オリジナルドラマ「夕日のうた」（文化放送） 麻友子 役
- CM魔法のデザイナーファッションララ（ショウワノート）
- アニメシティ（1982年 TBSラジオ）
- はごろもフーズ『シーチキンチキン』WebCM（2020年、マグロラ、チキンNo.2245[36]）

## ディスコグラフィ
シングル
| 発売年月日  | A面 B面            | タイトル             | 作詞       | 作曲     | 編曲         | レコード品番 | レーベル           | 備考                                               |
| 1976年      | A 面               | いくじなし           | 有馬三恵子 | 中島安敏 | 中島安敏     | RS-4         | テイチクレコード   |                                                    |
| 1976年      | B 面               | 愛のつばさ           | 有馬三恵子 | 中島安敏 | 中島安敏     | RS-4         | テイチクレコード   |                                                    |
|             | A 面               | ガラスの青春         | 有馬三恵子 | 中島安敏 | 中島安敏     | RS-15        | テイチクレコード   |                                                    |
| B 面        | 涙のとなりに微笑が | ゆうき詩子           |            | 中島安敏 | 中島安敏     | RS-15        | テイチクレコード   |                                                    |
|             | A 面               | 微笑                 | 松山善三   | 中村泰士 | 戸塚修       | AK-676       | コロムビアレコード | ドラマ『名もなく貧しく美しく』主題歌               |
| B 面        | セピア色の街       | 中村泰士             |            | 中村泰士 | 戸塚修       | AK-676       | コロムビアレコード |                                                    |
| 1980年 12月 | A 面               | 愛はまぼろし         | 山上路夫   | 森田公一 | あかのたちお | CK-579       | コロムビアレコード | 劇場版アニメ『サイボーグ009 超銀河伝説』挿入歌     |
| 1980年 12月 | B 面               | この星の上で         | 山上路夫   | 浜圭介   | あかのたちお | CK-579       | コロムビアレコード |                                                    |
| 1983年 4月  | A 面               | 忘れられたメッセージ | 千家和也   | 渡辺岳夫 | 青木望       | KV-3036      | ビクターレコード   | テレビアニメ「レディジョージィ」オープニング主題歌 |
| 1983年 4月  | B 面               | やさしさをありがとう | 井沢満     | 渡辺岳夫 | 青木望       | KV-3036      | ビクターレコード   | テレビアニメ「レディジョージィ」エンディングテーマ |

- 愛は魂（『北斗の拳』挿入歌）
- ためらいにピリオド（『超獣機神ダンクーガ』挿入歌／『超獣機神ダンクーガ 白熱の終章』主題歌）
- 天使のモンタージュ（『活劇少女探偵団』オープニング・テーマ）
- ナギサ!!（『戦え!!イクサー1 ACT-II イクサーΣの挑戦』イメージソング）
- ハート・ロボット物語（『はーいステップジュン』イメージソング）
- タイムリミット（『まじかる☆タルるートくん』挿入歌）
- 夢飛行（『NORA』エンディング・テーマ）
- 時空を超えて（『タイムギャル』メガCD版オープニング・テーマ）
- 魔法の少女シルキーリップ（『魔法の少女シルキーリップ』オープニング・テーマ）
- 幸せをありがとう（『魔法の少女シルキーリップ』エンディング・テーマ）